# Karuṇā
Karuṇā (em sânscrito e páli) é geralmente traduzido como compaixão e autocompaixão. Faz parte do caminho espiritual do budismo e do jainismo.

## Budismo
Karuṇā é importante em todas as escolas de budismo. Para budistas Teravada, habitando em karuṇā está um meio para alcançar uma vida presente feliz e renascimento celestial. Para os budistas Maaiana, karuṇā é um correquisito para se tornar um Bodhisattva.

### Budismo Teravada
No budismo Teravāda, karuṇā é uma das quatro "moradas divinas" (brahmavihāra), juntamente com a bondade amorosa (Pāli : mettā), alegria simpática (mudita) e equanimidade (upekkha). No Cânone Páli, o Buda recomenda cultivar esses quatro estados mentais virtuosos para os chefes de família e os monásticos. Quando alguém desenvolve esses quatro estados, o Buda aconselha irradiá-los em todas as direções, como na seguinte frase canônica comum sobre karuṇā:

Ele continua permeando a primeira direção - assim como a segunda direção, a terceira e a quarta - com uma consciência imbuída de compaixão. Assim, ele continua penetrando acima, abaixo e ao redor, em todos os lugares e em todos os aspectos do universo abrangente, com uma consciência imbuída de compaixão: abundante, expansiva, incomensurável, livre de hostilidade, livre de má vontade.
Tal prática purifica a mente, evita consequências induzidas pelo mal, leva à felicidade na vida atual e, se houver um renascimento cármico futuro, será no reino celestial.
Os comentários páli distinguem entre karuṇā e mettā da seguinte maneira complementar: Karuna é o desejo de remover dano e sofrimento (ahita- dukkha-apanaya-kāmatā) dos outros; enquanto mettā é o desejo de trazer o bem-estar e a felicidade (hita-sukha-upanaya-kāmatā ) dos outros. O "inimigo distante" de karuṇā é a crueldade, um estado mental em oposição óbvia. O "inimigo próximo" (qualidade que se assemelha superficialmente a karuṇā, mas na verdade é mais sutilmente em oposição a ele) é a pena (sentimental): aqui também se deseja remover o sofrimento, mas por uma razão parcialmente egoísta (apegada), portanto, não a pura motivação. No Cânon Páli, os budas também são descritos como escolhendo ensinar "por compaixão pelos seres".

### Budismo Maaiana
No budismo Maaiana, karuṇā é uma das duas qualidades, juntamente com a sabedoria iluminada (sânscrito: prajña), a ser cultivada no caminho do bodhisattva. De acordo com o estudioso Rupert Gethin, essa elevação de karuṇā ao status de prajña é um dos fatores distintivos entre o ideal arahant Teravāda e o ideal bodhisattva Mahāyāna:

Para os Mahāyāna ... o caminho para o estado de arahat aparece contaminado com um egoísmo residual, pois carece da motivação da grande compaixão. (mahākaruṇā) do bodhisattva e, finalmente, a única maneira legítima da prática budista é o caminho do bodhisattva.
Em todo o mundo Maaiana, Avalokiteśvara (sânscrito; chinês: Guan Yin; japonês: Kannon; tibetano: Chenrezig) é um bodhisattva que encarna karuṇā.
Na seção intermediária dos Estágios de Meditação de Kamalaśīla, ele escreve:

"Movidos pela compaixão [karunā], os Bodhisattvas fazem o voto de libertar todos os seres sencientes. Então, superando sua perspectiva egocêntrica, eles se envolvem ansiosa e continuamente nas práticas muito difíceis de acumular mérito e insight. Tendo entrado nessa prática, eles certamente concluirão a coleção de mérito e discernimento. Conseguir o acúmulo de mérito e insight é como ter a onisciência na palma da sua mão. Portanto, como a compaixão é a única raiz da onisciência, você deve se familiarizar com essa prática desde o início."
No budismo tibetano, um dos principais textos oficiais no caminho do Bodhisattva é o Bodhisattvacaryāvatāra de Shantideva. Na oitava seção, intitulada Concentração Meditativa, Shantideva descreve a meditação em Karunā da seguinte forma:

Esforce-se inicialmente para meditar sobre a mesmice de si mesmo e dos outros. Em alegria e tristeza todos são iguais; Portanto, seja guardião de todos, como de si mesmo. A mão e outros membros são muitos e distintos, mas todos são um - o corpo a ser mantido e guardado. Da mesma forma, seres diferentes, em suas alegrias e tristezas, são, como eu, todos que desejam felicidade. Essa minha dor não aflige ou causa desconforto ao corpo de outra pessoa, e ainda assim é difícil para mim suportar essa dor, porque eu me agarro e a tomo por conta própria. E a dor de outros seres não sinto, e ainda assim, porque os tomo para mim, o sofrimento deles é meu e, portanto, difícil de suportar. E, portanto, dissiparei a dor dos outros, pois é simplesmente dor, assim como a minha. E outros ajudarei e beneficio, pois são seres vivos, como meu corpo. Como eu e outros seres, desejando a felicidade, somos iguais e semelhantes, que diferença há para nos distinguir, para que eu deva me esforçar para ter minha felicidade sozinho?"

## Jainismo
Karuṇā está associada à prática jainista de compaixão. Por exemplo, karuṇā é uma das quatro reflexões da amizade universal — junto com amistosidade (sânscrito: maitri), apreciação (pramoda) e equanimidade (madhyastha) - usadas para parar (samvara) o influxo de karma.

## Diversos
Karuṇā é um nome comum em toda a Índia, usado para ambos os sexos.
"Karūna" em lituano significa "coroa", possível relação de significado das qualidades dos proprietários das coroas.